# Caballo azul I
Caballo azul I (en alemán: Blaues Pferd I) es una pintura al óleo de Franz Marc terminada en 1911. Es una de las obras más famosas del pintor y forma parte de la colección de la Städtische Galerie im Lenbachhaus de Múnich. El cuadro formó parte de varias exposiciones que Franz Marc y su colega pintor ruso Wassily Kandinsky presentaron al público bajo el nombre de Der Blaue Reiter desde finales de 1911 hasta 1914.

## Historia
En 1911, Marc hizo en su cuaderno de bocetos n.° XXIV un dibujo a lápiz, del tamaño de una postal, titulado Caballo joven en paisaje de montaña, que ya muestra la composición del cuadro posterior. Ese mismo año transcribió el boceto con gran detalle en una gran pintura al óleo.
En la teoría del color de Marc y el grupo Der Blaue Reiter, el color azul representa el principio espiritual. Al principio el cuadro no fue comprendido y fue ridiculizado o incluso escupido. Formaba parte de la colección privada de Bernhard Koehler, quien apoyó económicamente a Marc y recibió pinturas del artista a cambio. Koehler legó su colección de arte a su hijo, también llamado Bernhard, en 1927. Tras la muerte de este, el cuadro pasó a la Fundación Bernhard Koehler. En 1965 fue ofrecido a la Städtische Galerie im Lenbachhaus de Múnich, donde se expone desde entonces. Como motivo popular de carteles y postales, ahora es una de las pinturas más frecuentemente reproducidas en la historia del arte reciente.

## Descripción

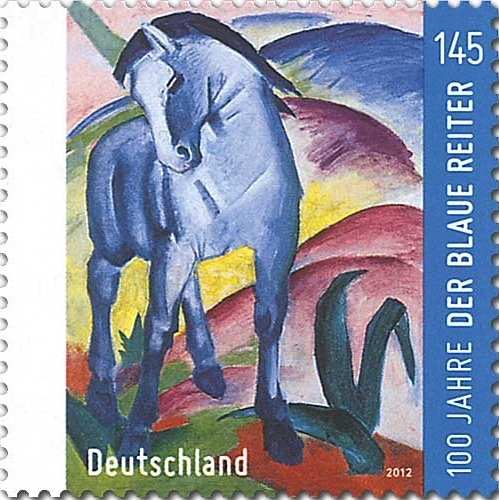
Sello de Alemania con la pintura Caballo azul I, emitido en 2012 para celebrar el centenario de Der Blaue Reiter

Casi toda la altura del cuadro en formato retrato está ocupada por un potro pintado de azul, que mira hacia el espectador e inclina la cabeza ligeramente hacia un lado. La parte superior del cuerpo es de color azul claro con manchas blancas, mientras que los cascos y la crin están pintados de azul marino oscuro.
El paisaje en el que se muestra el potro está dominado por fuertes contrastes de colores complementarios, algunos de los cuales están claramente delimitados entre sí. El primer plano es de color bermellón y verde claro, y fuertes pinceladas de color verde oscuro indican vegetación. El paisaje montañoso del fondo cambia de carmín a amarillo, violeta y azul a naranja en la parte superior de la imagen. El color azul del caballo representa la paz y el estado mental tranquilo que habría tenido Marc al dibujarlo. Los caballos azules están simbólicamente ligados a algunas de las concepciones originales del grupo contemporáneo Blue Rider: en el símbolo del caballo como vehículo de avance, en el énfasis en la espiritualidad del color azul y en la idea de la espiritualidad en lucha contra el materialismo.
Marc volvió a utilizar el motivo del caballo azul en varios de sus cuadros en los años siguientes, de 1911 a 1914.
|                                           |
| Caballo joven en paisaje de montaña, 1911 |

|                           |
| Caballos pastando I, 1910 |

|                             |
| Caballos en la dehesa, 1910 |

|                       |
| Caballo azul II, 1911 |

|                                    |
| Los grandes caballos azules, 1911. |

|                                       |
| La torre de los caballos azules, 1913 |

## Honores
El Deutsche Post emitió un sello con la pintura el 9 de febrero de 2012, para celebrar el centenario de Der Blaue Reiter.